# Länsvapen
Länsvapen kallas ett heraldiskt vapen som står för ett län.
Länsvapen finns för samtliga län i Sverige och fanns, så länge länsindelningen levde kvar där, för samtliga län i Finland. Beteckningen kan även avse vapen för äldre län (jämför feodalism) och vapen för administrativa områden i andra länder vilkas funktion liknar svenska och finska län.
Eftersom länsstyrelser är statliga myndigheter kan svenska länsvapen krönas av kunglig krona när de står för länsstyrelsen. I andra fall skall de inte krönas av någon krona. Finska länsvapen hade lånat de hertig- och grevekronor som de historiska landskapsvapnen kröntes med redan på 1500-talet.